# آرون ماوند
آرون ماوند (انگلیسی: Aaron Maund؛ زادهٔ ۱۹ سپتامبر ۱۹۹۰) بازیکن فوتبال اهل ایالات متحده آمریکا است.
از باشگاه‌هایی که در آن بازی کرده‌است می‌توان به باشگاه فوتبال تورنتو و رئال سالت لیک اشاره کرد.
وی همچنین در تیم‌های ملی فوتبال Trinidad and Tobago national under-17 football team و United States men's national under-20 soccer team بازی کرده‌است.